# روكي شوارتز
روكي شوارتز (بالإنجليزية: Rocky Schwartz)‏ هو لاعب كرة القدم الكندية أمريكي، ولد في 27 أغسطس 1984 في برادنتون في الولايات المتحدة.